# إل. ويتني كلايتون
إل. ويتني كلايتون (بالإنجليزية: L. Whitney Clayton)‏ هو محامي وقسيس أمريكي، ولد في 24 فبراير 1950.

## وصلات خارجية
- إل. ويتني كلايتون على موقع IMDb (الإنجليزية)